# Asteranthera
Asteranthera é um género botânico pertencente à família Gesneriaceae.

## Espécies
| - Asteranthera chiloensis - Asteranthera ovata |